# Live at the Aragon
Live at the Aragon ist ein Livealbum des US-amerikanischen Progressive-Metal-/Sludge Band Mastodon. Das Album wurde am 11. März 2011 durch Reprise Records veröffentlicht.

## Entstehung
Bereits seit längerer Zeit hatte die Band geplant, ein Konzert aufzuzeichnen und als Livealbum zu veröffentlichen. Auf der Tournee zu ihrem im März 2009 veröffentlichten Album Crack the Skye ergab sich diese Gelegenheit. Die Wahl fiel auf das Konzert im Aragon Ballroom in Chicago, wo die Band am 17. Oktober 2009 auftrat und vom Keyboarder Rich Morris unterstützt wurde. Bei diesem Konzert spielte die Band zunächst das komplette Album Crack the Skye, drei ältere Lieder sowie eine Coverversion des Liedes The Bit von den Melvins. Die DVD von Live at the Aragon enthält neben dem Konzert den 58-minütigen Film Crack the Skye: The Movie, der während des Konzerts auf eine Leinwand hinter den Musikern projiziert wurde. Der Film wurde exklusiv für die Konzerttournee produziert. Das Album erschien auch auf LP und als Download.

## Titelliste
| 1. Oblivion – 5:46 2. Divinations – 3:38 3. Quintessence – 5:37 4. The Czar – 10:54 5. Ghost of Karelia – 5:24 6. Crack the Skye – 5:54 | 1. The Last Baron – 13:00 2. Circle of Cysquatch – 3:04 3. Aqua Dementia – 4:22 4. Where Strides the Behemoth – 2:52 5. Mother Puncher – 4:16 6. The Bit – 5:31 |

## Rezeption
Arndt Aldenhoven vom Ox-Fanzine zeigte sich zunächst enttäuscht, dass „die erste Live-Veröffentlichung viele Gassenhauer der alten Tage ignoriert“, merkt aber auch an, dass „das proggige Material, die spielerischen Fähigkeiten und die filmische Untermalung“ des Konzerts „ihn in den Bann ziehen“ und vergab acht von zehn Punkten. Thom Jurek vom Onlinemagazin AllMusic kritisierte, dass die Band auf der Bühne „nur wenig bis gar keine Spontaneität oder Improvisation zeigt“ sowie „die enttäuschenden Klargesänge“. Jurek empfahl, sich auf dem beigefügten Film zu fokussieren.

## Chartplatzierungen
| ChartsChartplatzierungen       | Höchstplatzierung | Wochen |
| ------------------------------ | ----------------- | ------ |
| Vereinigte Staaten (Billboard) | 71 (1 Wo.)        | 1      |

In der ersten Woche nach der Veröffentlichung wurden in den Vereinigten Staaten rund 7.000 Exemplare des Albums verkauft.